# Andy McDonald (homme politique)
Andrew Joseph McDonald, né le 8 mars 1958 à Middlesbrough. est un avocat et homme politique britannique, membre du Parti travailliste.
Il est précédemment secrétaire d'État fantôme aux Transports dans le Cabinet fantôme Corbyn de 2016 à 2020, puis secrétaire d'État fantôme aux Droits et aux Protections en matière d'emploi de 2020 à 2021.
Il est député de Middlesbrough à la Chambre des communes depuis 2012.

## Jeunesse
Andy McDonald est né à Acklam, Middlesbrough, dans le North Riding of Yorkshire.
Il fait ses études dans un certain nombre d'écoles locales, notamment l'école primaire St. Francis, l'école primaire St. Edward's et l'école secondaire St. George (qui est devenue plus tard le Trinity Catholic College, Middlesbrough). Il fréquente le Sixth Form College de St. Mary avant d'étudier pour obtenir un diplôme en droit à la Leeds Polytechnic.

## Carrière juridique
McDonald travaille comme avocat pendant plus d'un quart de siècle dans le contentieux des blessures graves au bureau de Middlesbrough de Thompsons Solicitors et dirige l'unité des blessures graves du cabinet pour les régions de Cumbria, Humberside, Nord-Est et Yorkshire. Il s'occupe des revendications militaires chez Thompson, pour les membres des forces armées britanniques. Tout en travaillant pour l'entreprise, McDonald est conseiller spécial du Comité spécial de la défense de la Chambre des communes pour son rapport de 2003 sur les pensions et l'indemnisation des forces armées. Il est également président et secrétaire du groupe d'intérêt militaire spécial de l'Association of Personal Injury Lawyers et est membre fondateur du groupe des avocats de la Royal British Legion.

## Début de carrière politique
McDonald s'engage dans la politique locale à Middlesbrough pendant de nombreuses années. Il est conseiller pour le quartier de Westbourne de 1995 à 1999. Au moment de sa sélection comme candidat parlementaire, il est président du comité du gouvernement local du Parti travailliste de Middlesbrough.
Le parti travailliste sélectionne McDonald comme candidat pour la circonscription de Middlesbrough South et East Cleveland aux Élections générales britanniques de 2010. Cependant, c'est Tom Blenkinsop qui est finalement investi.

## Carrière parlementaire
McDonald est élu à l'élection partielle de Middlesbrough le 29 novembre 2012, conservant le siège du Parti travailliste après la mort de Stuart Bell. McDonald augmente la part des voix du parti à 60,5%, bien que sa majorité ait été réduite.
Depuis son élection au Parlement, il fait campagne sur un certain nombre de questions, notamment l'opposition à la «taxe de chambre» (qui fait partie de la loi de 2012 sur la réforme sociale) et la privatisation de la ligne principale de la côte est.
En février 2013, il est nommé Secrétaire parlementaire privé (SPP) de la députée Emily Thornberry, procureure générale de l'ombre.
À la suite du remaniement du cabinet fantôme d'Ed Miliband en octobre 2013, il est secrétaire privé parlementaire du député Chuka Umunna en tant que secrétaire d'État fantôme pour les affaires, l'innovation et les compétences.
En janvier 2016, McDonald est nommé au ministère de l'ombre de Jeremy Corbyn pour remplacer Jonathan Reynolds qui démissionne de son poste de ministre de l'ombre pour le rail en signe de protestation après que Corbyn ait limogé Pat McFadden,.
En juin 2016, il est nommé secrétaire des transports fantômes dans le cadre du remaniement post-Brexit du Parti travailliste. En avril 2020, le nouveau dirigeant Keir Starmer le nomme Secrétaire d'État pour les Droits et les Protections en matière d'emploi.

## Philanthropie
McDonald est gouverneur de l'école primaire d'Abingdon pendant quinze ans jusqu'en 2010 et est gouverneur du Middlesbrough College en 2012. Il est également président de deux organismes de bienfaisance dans sa circonscription, le Davison Trust, qui travaille avec les enfants ayant des besoins spéciaux, et la succursale Teesside de Headway, qui travaille avec les personnes atteintes de lésions cérébrales.